# Prêmio Wittgenstein
O Prêmio Wittgenstein, dotado com 1,5 milhões de euros, é o prêmio de maior valor financeiro da Áustria na área da ciência. É denominado em memória do filósofo Ludwig Wittgenstein.

## Recipientes
- 2019: Philipp Ther, Institute for Eastern European History e Michael Wagner, Department for Microbiology and Eco Systems Research, ambos da Universidade de Viena
- 2018: Herbert Edelsbrunner, ISTA e Ursula Hemetek, Department of Folk Music Research and Ethnomusicology, Universidade de Música e Artes Cénicas de Viena
- 2017: Hanns-Christoph Nägerl, Universidade de Innsbruck
- 2016: Peter Jonas, Institute of Science and Technology Austria
- 2015: Claudia Rapp, Institut für Byzantinistik und Neogräzistik, Universidade de Viena
- 2014: Josef Penninger, Institut für Molekulare Biotechnologie (IMBA)
- 2013: Ulrike Diebold, Institut für Angewandte Physik, TU Wien
- 2012: Thomas Henzinger, ISTA
- 2012: Niyazi Serdar Sarıçiftçi, Institut für Physikalische Chemie und Institut für Organische Solarzellen, Universität Linz
- 2011: Gerhard J.Herndl, Department für Meeresbiologie, Fakultät für Lebenswissenschaften, Universität Wien
- 2011: Jan-Michael Peters, Research Institute of Molecular Pathology (IMP)
- 2010: Wolfgang Lutz, International Institute for Applied Systems Analysis, Vienna Institute of Demography da Academia Austríaca de Ciências e Department of Socioeconomics da Universidad de Economia e Gestão de Viena
- 2009: Jürgen Knoblich, Institut für Molekulare Biotechnologie (IMBA)
- 2009: Gerhard Widmer, Institut für Computational Perception, Universität Linz
- 2008: Markus Arndt, Fakultät für Physik, Universität Wien
- 2007: Rudolf Zechner, Institut für Molekulare Biowissenschaften, Universität Graz
- 2007: Christian Krattenthaler, Fakultät für Mathematik, Universität Wien
- 2006: Hannes-Jörg Schmiedmayer, TU Wien
- 2005: Barry J. Dickson, Research Institute of Molecular Pathology (IMP)
- 2005: Rudolf Grimm, Institut für Experimentalphysik, Universität Innsbruck
- 2004: Walter Pohl, Forschungsstelle für Geschichte des Mittelalters, Österreichische Akademie der Wissenschaften
- 2003: Renée Schroeder, Institut für Mikrobiologie und Genetik, Universität Wien
- 2002: Ferenc Krausz, Institut für Photonik, Technische Universität Wien
- 2001: Meinrad Busslinger, Research Institute of Molecular Pathology (IMP)
- 2001: Heribert Hirt, Department für Pflanzenmolekularbiologie, Universität Wien
- 2000: Andre Gingrich, Institut für Ethnologie, Kultur- und Sozialanthropologie, Universität Wien
- 2000: Peter Markowich, Institut für Mathematik, Universität Wien
- 1999: Kim Nasmyth, Research Institute of Molecular Pathology (IMP)
- 1998: Georg Gottlob, Institut für Informationssysteme, Technische Universität Wien
- 1998: Walter Schachermayer, Institut für Informationssysteme, Technische Universität Wien
- 1998: Peter Zoller, Institut für Theoretische Physik, Leopold-Franzens-Universität, Innsbruck
- 1997: Erich Gornik, Institut für Festkörperelektronik, Technische Universität Wien
- 1997: Antonius Matzke, Institut für Molekularbiologie, Österreichische Akademie der Wissenschaften
- 1996: Ruth Wodak, Institut für Sprachwissenschaften, Universität Wien
- 1996: Erwin Friedrich Wagner, Research Institute of Molecular Pathology (IMP)[1]